# Perico
|  | Aquest article tracta sobre la partida rural. Si cerqueu l'animal, vegeu «Gallina nana flor d'ametller». |

Perico és una partida rural del terme municipal de Conca de Dalt, a l'antic terme de Toralla i Serradell, al Pallars Jussà, en territori del poble de Torallola.
Està situada al costat de ponent de Torallola, a l'esquerra del barranc de Santa Cecília. És just al nord de les Esforcades i de l'Era.